# Байжаракколь
Байжаракколь (каз. Байжарықкөл) — озеро в Алтынсаринском районе Костанайской области Казахстана. Находится в 8 км к северо-востоку от посёлка Бирюковка.
По данным топографической съёмки 1944 года, площадь поверхности озера составляет 5,38 км². Наибольшая длина озера — 4,1 км, наибольшая ширина — 1,6 км. Длина береговой линии составляет 11,6 км, развитие береговой линии — 1,39. Озеро расположено на высоте 177,7 м над уровнем моря.